# Persona (marketing)
Personas são personagens fictícios criados para representar os diferentes tipos de usuário dentro de um alvo demográfico, atitude e/ou comportamento definido que poderia utilizar um site, uma marca ou produto de um modo similar. Personas são uma ferramenta ou método de segmentação de mercado. O termo persona é usado amplamente em aplicações online e tecnológicas, bem como em publicidade, onde outros termos como retratos de pena também podem ser usados.
São úteis para consideração dos objetivos, desejos e limitações de usuários e compradores de marcas com o objetivo de ajudar a guiar decisões sobre um serviço, produto ou espaço de interação tais como características, interações e o design visual de sites web. Personas são frequentemente usadas como parte de um processo de design centrado no usuário para projetagem de software e também são considerados uma parte do design de interação (IxD), tem sido usados no design industrial e mais recentemente para finalidades de marketing online.
Personas é uma ferramenta de usabilidade que utiliza pessoas fictícias para representar usuários de um site ou produto. 
Personas é utilizado em projetos centrados no usuário, definindo os objetivos e desejos dos reais usuários, orientando decisões como: a interface, a navegação, os recursos e demais elementos do projeto de design.
A criação da persona é muito mais específica e demanda muito mais tempo do que a definição do público alvo. É como se o público alvo fosse o esboço e a persona o trabalho finalizado.

## Buyer personas
Em marketing de conteúdo, são frequentemente usadas buyer personas, cuja definição, segundo o Buyer Persona Institute, dos Estados Unidos, é a seguinte:
“Buyer personas são arquétipos de clientes reais que permitem aos profissionais de marketing elaborar estratégias para promover seus produtos e serviços.”
As buyer personas surgiram em 1983. O estadunidense Alan Cooper começou a desenvolver um software de gestão de projetos. Para isso, entrevistou colegas com o perfil de usuários do programa. Assim surgiu uma usuária imaginária com o nome de Kathy. Em 1998, Cooper publicou o livro “Os loucos estão controlando o sanatório”, onde foram pela primeira vez mencionados os termos "buyer persona" (referindo-se ao cliente antes da compra) e "user persona" (após a compra).
No livro Buyer Personas, a autora Adele Revella reforça o fato de que buyer personas só devem ser consideradas como tal se houver uma etapa de entrevistas com clientes, ex-clientes e potenciais clientes. Normalmente, são entrevistadas de seis a dez pessoas.
Depois das entrevistas, as informações são organizadas seguindo os "Cinco Anéis dos Insights de Compras", composto dos seguintes itens:
1. Iniciativas Prioritárias;
2. Fatores de Sucesso;
3. Barreiras Percebidas;
4. Jornada do consumidor;
5. Critérios de decisão.

O uso adequado de personas gera resultados diretos de acordo com uma pesquisa realizada pela Cintell, dos Estados Unidos. A empresa ouviu 137 gestores de 137 empresas estadunidenses em novembro de 2015. As principais conclusões do estudo mostram que empresas que as desenvolveram buyer personas estiveram duas vezes mais propensas a bater suas metas.
O desenvolvimento de buyer personas é todo baseado em entrevistas que não seguem um roteiro previamente definido. Adele Revella recomenda o seguinte:
“Você faz apenas uma pergunta roteirizada. Mais ou menos assim: ‘volte ao dia em que você decidiu procurar uma solução para o problema. Me conte que aconteceu’. Depois disso, você não usa mais nenhuma pergunta programada. Peça às pessoas que contem suas histórias de como foi cada passo da decisão de compra. É realmente uma conversa. É justamente daí que vem a oportunidade de se aprender algo novo. Se você roteirizar as perguntas, você já sabe quais respostas vai obter. Por exemplo, às vezes você ouve algo fascinante como: ‘em determinado ponto da decisão, eu procurava uma solução que fosse de uso fácil. E eliminei tais empresas da lista de opções’. E então aprofundamos aquele ponto, perguntando: ‘como você concluiu que a solução daquela empresa era mais fácil de usar?’. No momento que telefono, não sei se as pessoas vão falar de facilidade do uso ou, talvez, sobre escalabilidade, integração, que gastou muito tempo no site ou que utilizou a demonstração. Não sei que perguntas vou fazer, e é isso que traz valor.”
Quatro tipos de clientes são normalmente entrevistados:
- Os que escolheram a empresa.
- Os que consideraram comprar da empresa, mas compraram do concorrente.
- Os que consideraram comprar como aquele que a empresa vende, mas preferiram se manter no status quo.
- Os que nunca consideraram comprar da empresa.

### Exemplos e casos notórios
Alguns exemplos e casos ilustram a adoção de buyer personas por empresas brasileiras e estrangeiras.
- A fabricante de eletrodomésticos Beko desenvolveu buyer personas em diversos países, na China inclusive[2]. Durante as entrevistas, os colaboradores da empresa concluíram que precisariam adaptar o ciclo de lavagem de máquinas de secar roupa. Foi criado uma secagem pela metade para atender um hábito peculiar de alguns chineses, que preferem secar roupas à luz do sol, por acreditarem haver num componente espiritual na luz solar.
- Em junho de 2013, o serviço estadunidense de disparo de e-mails MailChimp[8] contou como desenvolveu suas personas após entrevistar clientes em cinco países. As entrevistas resultaram em cinco personas, que representam profissionais de marketing, relações públicas, consultor de estúdio, tecnologia da informação e recepcionista.

### Audience persona
Em algumas circunstâncias, as empresas se concentram na jornada não do consumo de produtos e serviços, mas no consumo de conteúdo digital. Nesses casos, embora a técnica seja similar à de buyer personas, atribui-se o nome de audience persona. Essa foi a denominação apresentada pelo livro Managing Content Marketing.

### Proto persona
Pronto persona é uma versão preliminar, que precede a buyer persona. Seu uso permite compreender o comportamento dos clientes com base somente naquilo que a empresa conhece a seu respeito, sem necessariamente entrevistar pessoas. A proto persona, portanto, não serve como substituta de buyer persona nem de audience persona. Um post publicado em 2012 pela UX Magazine apresentou o modelo de uso de proto personas.